# 석조아미타여래좌상
석조아미타여래좌상에는 다음과 같은 것들이 있다.
- 서울 불국사 석조아미타여래좌상
- 울주 문수사 석조아미타여래좌상
- 음성 보현암 석조아미타여래좌상
- 영주 비로사 석조아미타여래좌상
- 봉화 오전리 석조아미타여래좌상

## 같이 보기
- 제목에 "석조아미타여래좌상" 항목을 포함한 모든 문서

| Disambiguation icon | 이 문서는 명칭이 같고 같은 종류에 속하는 여러 대상을 연결하는 색인 문서입니다. |